# Rupert Wyatt
Rupert Wyatt (n. 26 octombrie 1972, Exeter, Anglia, Regatul Unit) este scenarist, regizor și producător de film englez. A debutat regizoral cu filmul The Escapist din 2008, care a avut premiera la Festivalul de Film Sundance. Cel de-al doilea film al său a fost filmul Planeta maimuțelor: Invazia din 2011. 

## Tinerețe
Wyatt s-a născut și a crescut lângă Winchester în Hampshire. A fost educat la Scoala Dragon, Oxford și Winchester College, Winchester.

## Carieră

### Producător
Wyatt este fondatorul companiei Picture Farm, care a produs numeroase scurtmetraje, documentare și lungmetraje artitice, printre care documentarul câștigăror la Sundance, Zile întunecate.

### Regizor
De asemenea, a co-scris și regizat thrillerul britanic cu închisori The Escapist (2008), cu Brian Cox, Damian Lewis, Dominic Cooper, Joseph Fiennes, Seu Jorge, Steven Mackintosh și Liam Cunningham. Filmul a avut premiera la Festivalul de Film Sundance din ianuarie 2008, a fost nominalizat la opt premii internaționale de film și a câștigat două. În martie 2010, a fost selectat pentru a regiza Rise of the Planet of the Apes, un reboot al francizei Planet of the Apes, bazat pe un scenariu de Rick Jaffa și Amanda Silver. Filmul a fost lansat pe 5 august 2011 cu recenzii majoritar pozitive și a încasat mai mult de 481 milioane de dolari în întreaga lume. 
Wyatt a fost numit regizorul filmului spin-of X-Men  produs de 20th Century Fox, Gambit, care a fost programat să fie lansat la data de 7 octombrie 2016  dar a renunțat din cauza unor conflicte de programare.
El a regizat filmul științifico-fantastic din 2019 Captive State, pe care l-a co-scris cu Erica Beeney.

## Viață personală
Wyatt trăiește în prezent între Los Angeles și Hudson, New York, împreună cu soția sa, regizoarea Erica Beeney și cu cei trei copii ai lor. 

## Filmografie
| An   | Titlu                          | Regizor | Scenarist     | Producător | Note |
| ---- | ------------------------------ | ------- | ------------- | ---------- | --- |
| 2008 | The Escapist                   | Da      | Da            | Nu         | Nominalizare – British Independent Film – Douglas Hickox Award Nominalizare – Evening Standard British Film Award for Most Promising Newcomer Nominalizare – London Critics Circle Film Award for Breakthrough British Filmmaker |
| 2011 | Rise of the Planet of the Apes | Da      | Nu            | Nu         | Nominalizare – Empire Award for Best Director Nominalizare – Saturn Award for Best Director |
| 2014 | The Gambler                    | Da      | Nu            | Nu         | Și - music supervisor |
| 2019 | Captive State                  | Da      | Da            | Da         | |
| TBA  | Storm King                     | Da      | Da            | Da         | |
| TBA  | Slipping Into Darkness         | Da      | Va fi anunțat | Da         | Scris de Blake Masters |

### Televiziune
| An   | Titlu                    | Regizor | Producător executiv | Note                                                                   |
| ---- | ------------------------ | ------- | ------------------- | ---------------------------------------------------------------------- |
| 2014 | Turn: Washington's Spies | Da      | Nu                  | Episodul "Pilot"                                                       |
| 2016 | The Exorcist             | Da      | Da                  | Episodul "Pilot"                                                       |
| TBA  | Urban Jungle             | Da      | Da                  | Co-creat cu Erica Beeney, Clara Gallagher, Daniel Hardy, & Rolin Jones |
| TBA  | Echo Chamber             | Da      | Da                  | Creator                                                                |